# Quatro causas

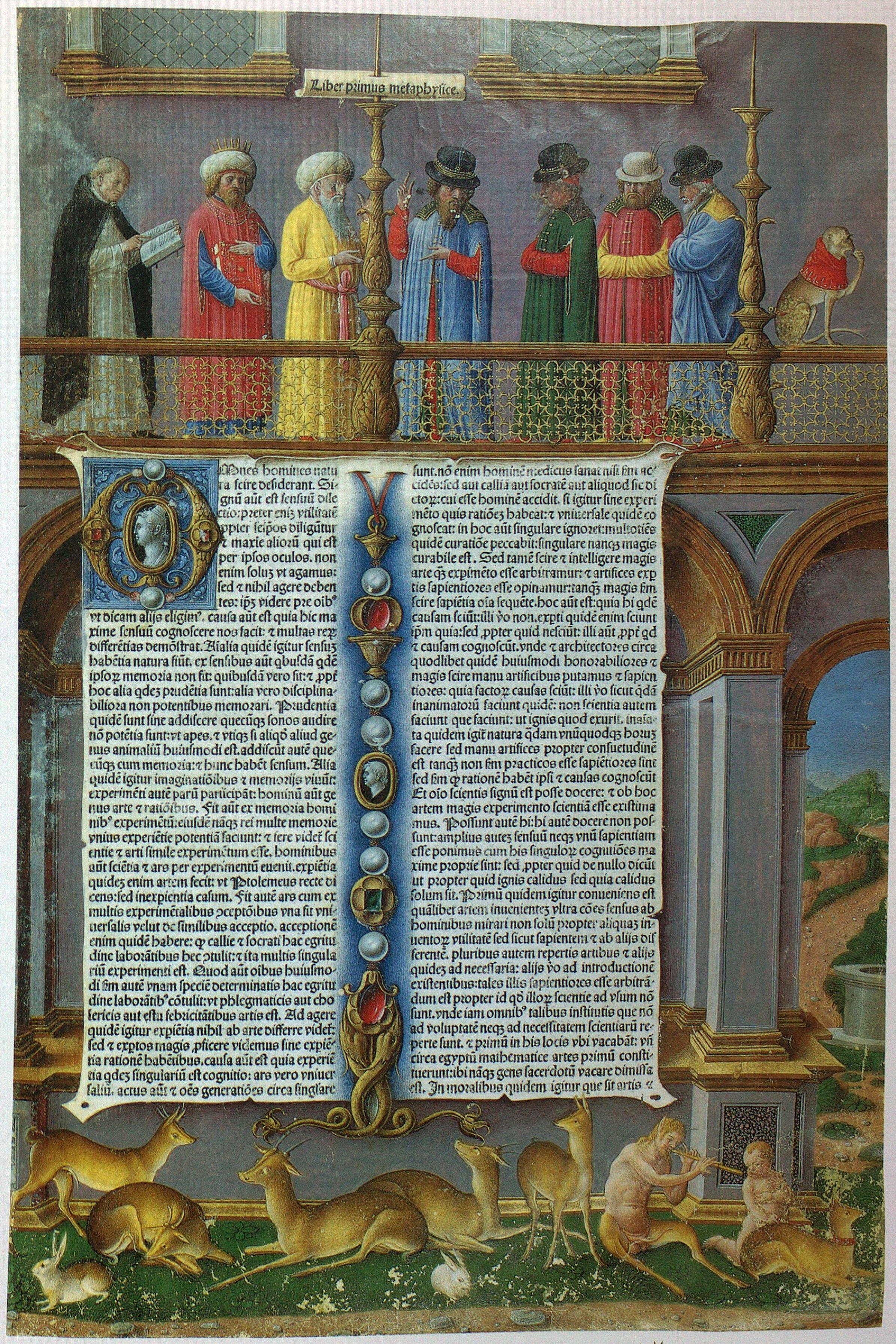
Início da obra Metafísica, de Aristóteles, em um incunábulo de 1483.

As quatro causas são a base teórica formulada por Aristóteles para o estudo das causas (etiologia) acerca de quaisquer fenômenos. No Livro I (ou Alpha Maior) da Metafísica, Aristóteles sintetiza nessa teoria as concepções de causas (αιτíα, em grego) dos principais filósofos gregos que o antecederam, como Tales de Mileto, Pitágoras, Parmênides e Platão. Desse modo, a teoria de Aristóteles mostra como foi possível que esses e outros filósofos tratassem de causas dos fenômenos de maneiras tão distintas, pois eles estavam abordando diferentes tipos de causas. Nesse sentido, na Metafísica, Aristóteles baseia sua teoria na opinião comum (communis opinio) dos homens comuns e dos doutos, particularmente no pormenorizado exame das opiniões dos filósofos que o precederam e se notabilizaram por tratar do tema. Complementarmente, Aristóteles, em outra obra, a Física, após uma abordagem histórica do assunto, dá explicações teóricas mais minuciosas dos quatro tipos de causas e aborda problemas filosóficos relacionados à causalidade, como, no capítulo 4 do Livro II, acerca do acaso e do espontâneo.

## Tipos de causas
De modo geral, a doutrina de Aristóteles contempla os seguintes quatro tipos de causas: as materiais (relativas ao que algo é feito), as formais (relativas ao que algo é), as eficientes/motoras (relativas ao que ou quem o produziu), e as finais (relativas à finalidade, télos, ou para quê; ou seja, àquilo que algo visa ou "tem por fim"). Para as teorias teleológicas/intencionais da causalidade é de particular importância a causa final na medida em que é utilizado desde Franz Brentano para definir intencionalidade enquanto o fato de que um evento está dirigido para outro, como em atitudes proposicionais como "eu quero ..." e "eu acredito em ..." que não possuem sentido sem que as completemos com objetos a que se direcionam as ações. Por exemplo: "eu quero viajar" e "eu acredito na justiça". Além disso, as causas finais estão diretamente relacionadas aos mais variados problemas filosóficos que envolvem a teleologia. A teoria das quatro causas de Aristóteles consegue, assim, por esses diferentes tipos de causas, descrever as condições de existência tanto de entidades estáticas como em transformação. Por exemplo, um determinado homem estaticamente reduz-se às causas materiais (carne, ossos e tendões) e formais (basicamente a "alma"; aquilo que consiste em certos princípios vitais que concedem direção e finalidade ao organismo), mas quando considerado dinamicamente a partir de perguntas como "como nasceu", "quem o gerou" ou "por que se desenvolve e cresce", entram os dois outros tipos de causas, como entraria o pai como causa eficiente/motora por seu nascimento e a causa final do homem para explicar o porquê continua a viver e se desenvolver.